# 27. Unterseebootsflottille
La 27. Unterseebootsflottille était la 27e flottille de sous-marins allemands de la Kriegsmarine pendant la Seconde Guerre mondiale.
Formée à Gotenhafen en Pologne en janvier 1940 en tant que flottille d'entraînement (Ausbildungsflottille ), elle est placée sous le commandement du korvettenkapitän Ernst Sobe.
Elle est spécialisée dans la formation des nouveaux équipages d'U-Boote leur prodiguant la formation tactique (Taktische Ausbildung Unterseeboote), puis leur formation pratique à flots (Taktische Übung) pendant huit à quinze jours.
L'exercice pratique consiste en une simulation d'attaque de convoi dans la mer Baltique. Il pouvait être soumis plusieurs fois jusqu'à ce que l'équipage atteigne des résultats satisfaisants. Par l'exemple, l'U-109 a nécessité, au cours du printemps 1941, deux tentatives, avant que le bateau soit déclaré prêt au combat.
L'histoire de la flottille prend fin en mars 1945, lorsque la flottille est dissoute.

## Affectations
- Janvier 1940 à mars 1945 : Gotenhafen.

## Commandement
| Nom                   | Grade            | Début         | Fin           |
| Ernst Sobe            | Korvettenkapitän | Janvier 1940  | Décembre 1941 |
| Karl-Friedrich Merten | Fregattenkapitän | Janvier 1943  | Avril 1943    |
| Werner Hartmann (en)  | Fregattenkapitän | Décembre 1941 | Octobre 1942  |
| Erich Topp            | Korvettenkapitän | Décembre 1942 | Août 1944     |
| Ernst Bauer (en)      | Kapitänleutnant  | Octobre 1944  | Mars 1945     |

## Unités
La flottille a reçu 1 unité durant son service: un sous-marin hollandais de type O 21 capturé par les Allemands le 14 mai 1940
Unités de la 27. Unterseebootsflottille:
- UD-4